# Kanton Morestel
Kanton Morestel (fr. Canton de Morestel) je francouzský kanton v departementu Isère v regionu Rhône-Alpes. Skládá se z 18 obcí.

## Obce kantonu
- Arandon
- Les Avenières
- Le Bouchage
- Bouvesse-Quirieu
- Brangues
- Charette
- Courtenay
- Creys-Mépieu
- Montalieu-Vercieu
- Morestel
- Passins
- Porcieu-Amblagnieu
- Saint-Sorlin-de-Morestel
- Saint-Victor-de-Morestel
- Sermérieu
- Vasselin
- Veyrins-Thuellin
- Vézeronce-Curtin